# Callodicopus silvestriana
Callodicopus silvestriana är en stekelart som beskrevs av Dmitriy Alekseevich Ogloblin 1955. Callodicopus silvestriana ingår i släktet Callodicopus och familjen dvärgsteklar. Inga underarter finns listade.